# Уроксит
Урокси́т — це оксалатний мінерал, вперше відкритий у рамках проєкту «Carbon Mineral Challenge». Це перший виявлений органічний мінерал, що містить уран.
Названий за хімічним складом: ураніл + оксалат.
Хімічна формула {\displaystyle {\ce {[(UO2)2(C2O4)(OH)2(H2O)2]*H2O}}}.
Мінерал схвалений як дійсний мінеральний вид Міжнародною мінералогічною асоціацією у 2018 році, а вперше опублікований у 2020 році. Кристалізується в моноклінній системі. Твердість за шкалою Мооса становить 2.
Зразки, що були використані для визначення виду, — так званий типовий матеріал — зберігаються в мінералогічних колекціях Музею природознавства округу Лос-Анджелес (Каліфорнія) з каталожними номерами: 73514 та 73515 (копальня Burro), 73516 та 73517 (копальня Markey).